# Калибе
Калибе (њем. Kalübbe) општина је у њемачкој савезној држави Шлезвиг-Холштајн. Једно је од 84 општинска средишта округа Плен. Према процјени из 2010. у општини је живјело 563 становника. Посједује регионалну шифру (AGS) 1057032.

## Географски и демографски подаци
Калибе се налази у савезној држави Шлезвиг-Холштајн у округу Плен. Општина се налази на надморској висини од 44 метра. Површина општине износи 11,8 km². У самом мјесту је, према процјени из 2010. године, живјело 563 становника. Просјечна густина становништва износи 48 становника/km².